# ناحیه مرین
ناحیه مرین (به عربی: دائرة مرین) یک ناحیه در الجزایر است که در استان سیدی بلعباس واقع شده‌است.